# Église Saint-Thibault de Provins
L'église Saint-Thibault est une église ruinée située à Provins, en France.

## Description
L'église est totalement ruinée. Il n'en reste que quelques vestiges : un pan de mur et quelques colonnes.

## Localisation
L'église est située dans la ville-haute de Provins, dans le département français de Seine-et-Marne. Les fragments de mur qui subsistent occupent une petite parcelle au 2 place du Châtel.

## Historique

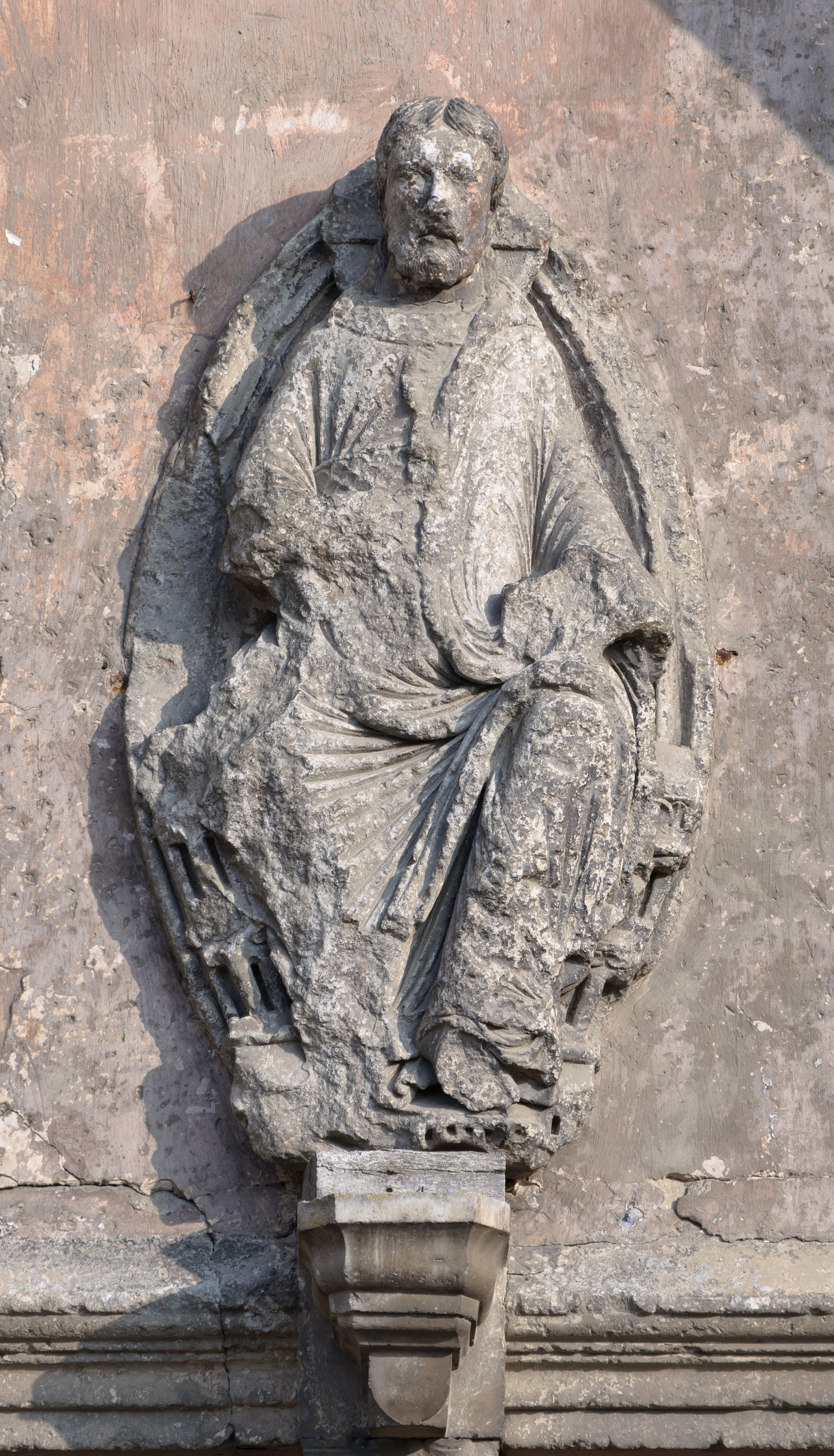
Bas-relief provenant de l'église Saint-Thibault, désormais au portail de la collégiale Saint-Quiriace.

L'église est dédiée à Thibaut de Provins. Elle tombe en ruine à partir du XVIIe siècle.
Les fragments subsistants sont inscrits au titre des monuments historiques en 1931.